# 友谊街道 (盘锦市)
友谊街道，是中华人民共和国辽宁省盘锦市兴隆台区下辖的一个乡镇级行政单位。

## 行政区划
友谊街道下辖以下地区：
友谊社区、沟校社区、景安社区和景宏社区。